# Suéter
Suéter er en rock en español-gruppe fra Argentina, dannet i 1981 i Buenos Aires. 
Gruppen blev opslittet i 2007. De nåede at udgive fem LPer i deres karriere. Teksterne handler om kærlighed, ondskab og sociale forhold generelt.

## Diskografi
- 1982: Suéter:La reserva moral de Occidente
- 1984: Lluvia de gallinas
- 1985: 20 caras bonitas
- 1987: Misión ciudadano 1
- 1995: Sueter 5

Opsamlingsalbum
- Suéter Completo (1988)
- Elefantes en el techo (1997)